# Алмир Капланоски
Алмир Капланоски (на македонска литературна норма: Алмир Капланоски) е поет, художник и скулптор от Северна Македония.

## Биография
Роден е в 1983 година в дебърското село Отишани, тогава в Югославия. Завършва Факултета за художествени изкуства в Скопския университет, специалност Скулптура. Прави самостоятелни изложби, а също така участва в съвместни изложби с други творци в Република Македония, Албания и Италия. Автор е и на поезия. В 2008 година публикува стихосбирката си „Алмира“.